# Hájenka v oboře Hvězda

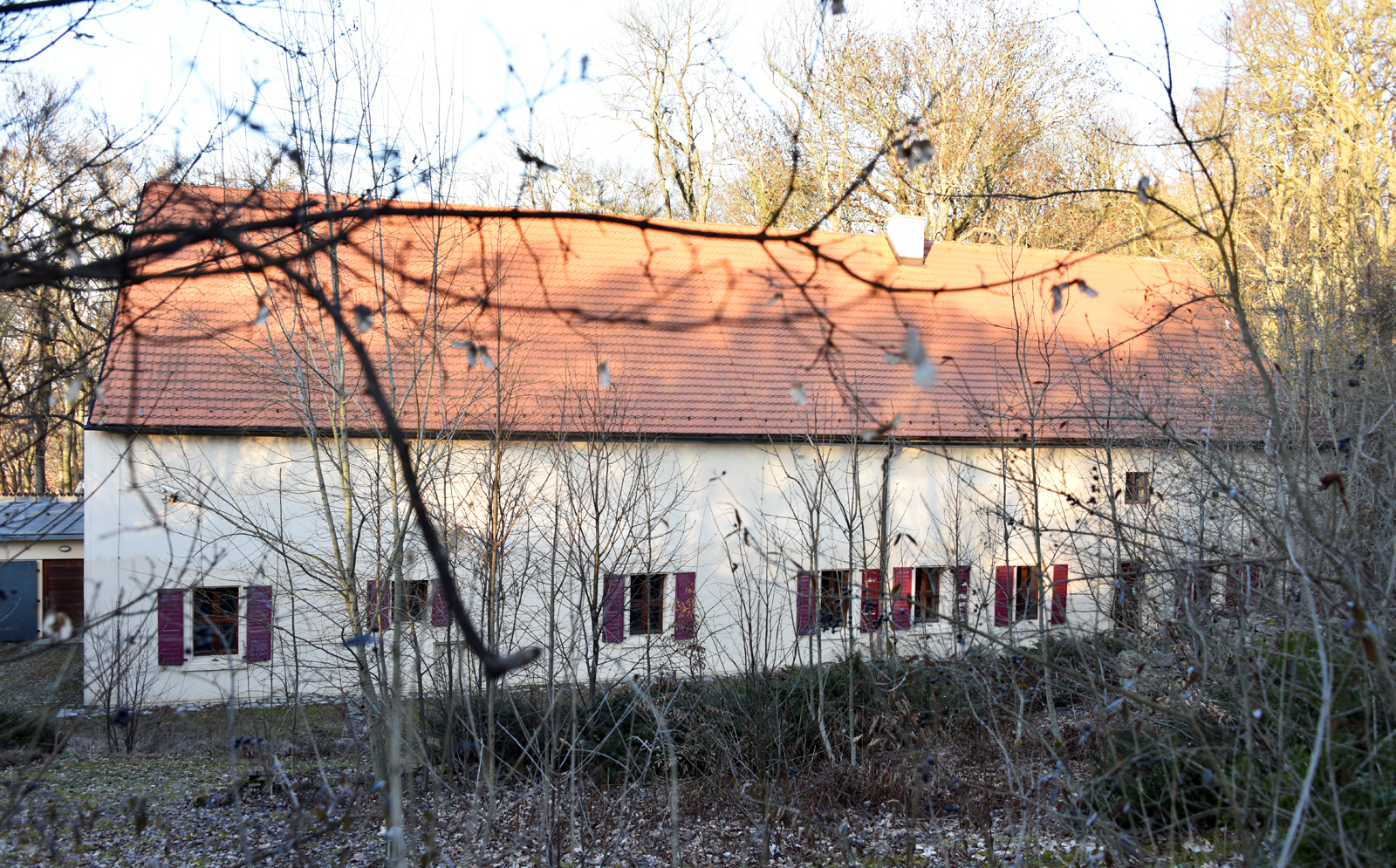
Hájenka v oboře Hvězda

Hájenka v oboře Hvězda (Císařská kuchyně) byla počátkem 80. let 20. století místem dvou kolektivních výstav, které představily umělce pronásledované komunistickým režimem v době normalizace. Výstavy připravila Marie Judlová.

## Historie výstav
Myšlenka představit celkem tři generace výtvarníků v Praze vznikla po předchozích úspěšných výstavách Člověk, Prostor člověka I. a II., které v Městském kulturním středisku v Dobříši uspořádala Marie Judlová roku 1980. Pokusila se nalézt v Praze výstavní prostory, které by spravovala jiná instituce než normalizační Svaz českých výtvarných umělců. Za pomoci přátel přesvědčila ředitele Památníku národního písemnictví, který poskytl vhodné prostory v někdejší Hájence, kde již byly instalovány výstavní panely a úchyty na skla. Výstava tím ale byla zároveň omezena na grafiku, kresby, případně sochy.
První výstavou se Marie Judlová zaměřila převážně na mladé autory narozené v letech 1944-1951, kteří ukončili školy za normalizace v polovině 70. let a nedostali příležitost vystavovat v oficiálních výstavních síních spravovaných Svazem. Tuto generaci spojuje nejen vysoká výtvarná úroveň, kterou navazují na dobu svých studií v 60. letech, ale zejména důraz na obsah sdělení. Ti z nich, kteří skutečnost vnímají konceptuálně, vytvářejí pevné konstrukce na základě vypracovaného tvarosloví a směřují k definitivnosti uzavřeného systému (Mžyk, Lindovský, Rittstein, Judl, Kafka, grafici). U dalších převažuje svoboda procesu vzniku díla a možnost vývoje formy, otevřenost, bezprostřednost a nedefinovanost výsledku tvorby (Novák, Pavlík, Ouhel, Nováčková). Společnou charakteristiku lze v těchto dílech nalézt i přes vyhraněné individuální odlišnosti zejména ve výchozím pocitu generační skepse. Mizí patos i ironie 60. let a společným rysem je návrat k věcnému vnímání světa, reflektovanému obnovením citlivosti nebo naopak vyhrocenou expresivitou.
Druhá výstava byla věnována starší generaci (nar. 1935-1943), která ukončila studia a prosadila se již v 60. letech, ale po srpnové okupaci roku 1968 ztratila možnost vystavovat. Tito autoři nevytvořili generační skupinu, ale vázala je vzájemně podobná životní východiska a zkušenosti, životní pocit nebo výtvarná situace z období, kdy se formovala jejich tvůrčí individualita. Zatímco starší z nich se podíleli na vzniku české strukturální abstrakce a imaginativního malířství, byli ti mladší více ovlivněni nástupem nové figurace, expresivní grotesky a pop-artu. Všem autorům jsou přitom společná existenciální východiska a jejich díla vyvolávají pocit osudovosti, neobvyklosti a vytržení z životní reality. Zároveň netvoří koherentní skupinu, ale spíše svou tvorbou dokumentují zásadní změnu společenské situace v průběhu 60. let a přechod od silně introvertní tvorby z raných šedesátých k extrovertnímu projevu v jejich druhé polovině, kdy došlo k celkovému uvolnění. Právě spjatost těchto výtvarníků s dobou 60. let byla zřejmým důvodem k předčasnému ukončení této výstavy ze strany státních dohlížitelů.
Třetí plánovaná výstava, která měla představit nejstarší generaci (Adriena Šimotová, Karel Malich, Stanislav Kolíbal, Václav Boštík, Věra Janoušková, Vladimír Janoušek, Čestmír Kafka, ad.) se již neuskutečnila.
V 80. letech s v Hájence konala ještě jedna výstava (Hájenka ´84), kterou uspořádalo Muzeum Aloise Jiráska a Mikoláše Alše a s předchozími nijak nesouvisela.

### Výstavy
- Kresba, grafika (Hájenka 1981, 14.7.-16.8.1981)
  - Eva Adamcová, Jaroslav Alt, Marie Blabolilová, Václav Bláha, Lubomír Dušek, Stanislav Judl, Ivan Kafka, Jaromír Knotek, Jiří Lindovský, Josef Mžyk, Zuzana Nováčková, Vladimír Novák, Ivan Ouhel, Petr Pavlík, Michael Rittstein
- Kresba, socha, grafika (Hájenka 1982, 3.9.-3.10.1982)
  - Eva Bednářová, Zdeněk Beran, Kurt Gebauer, Jiří Kašpar, Alena Kučerová, Oldřich Kulhánek, Aleš Lamr, Jiří Načeradský, Pavel Nešleha, Karel Pauzer, Eva Sendlerová, Zbyšek Sion, Jiří Sopko, Jitka Svobodová, Aleš Veselý, Bohumil Zemánek
- Hájenka ´84